# Székelyfalva
Székelyfalva (szlovákul Sekule, németül Sekeln) község Szlovákiában, a Nagyszombati kerületben, a Szenicei járásban.

## Fekvése
Malackától 20 km-re északra, a cseh határ közelében.

## Története
A települést 1402-ben "Zekel" alakban említik először. Nevét egykori határvédő székely lakosairól kapta. Ősi, 10.–11. századi határvédő székely település, eredeti neve Székelyboldogasszonyfalva volt. Határában a Pétervára dűlőnév egykori székely erősségre utal. Később Éleskő várának uradalmához tartozott. A 16. században a török elől menekülő horvátok érkeztek a községbe. Lakói mezőgazdasággal, szőlő- és dohánytermesztéssel és Ausztriába átkelve idénymunkákkal foglalkoztak.
Vályi András szerint "SZÉKELYFALVA. Magyar falu Pozsony Várm., földes Ura Gróf Batthyáni Uraság, lakosai katolikusok, fekszik tér helyen, Sz. Jánosnak szomszédságában, mellynek filiája; 2 nyomásbéli határja leginkább gabonát, árpát, és kendert terem, szőleje nints, réttye, mezője elég van, erdője fenyves, és tserfás, Morva vize nedvesíti, piatza Sassinban van."
Fényes Elek szerint "Szekula, (Székelyfalva), tót f., Poson vmegyében, Sz. János mezővárossal egyben függésben, s táplál 1159 kath., 100 zsidó lak. Synagoga. F. u. gr. Batthyáni Jánosné örök."
Pozsony vármegye monográfiája szerint "Székelyfalu, morvavölgyi tót nagyközség, 271 házzal és 1428 róm. kath. vallású lakossal. Ősi székely telep, melynek hajdan Székely-Boldogasszonyfalva volt a neve. Morva-Szentjánossal van összeépítve és az idők folyamán teljesen eltótosodott; de egyes dűlőnevei bizonyítják hajdani magyarságát és a telep régiségét. Ezek Osrit (Ősrét), Petervarák (Pétervára), mely dombos dűlőn, a hagyomány szerint, a székelyek erőssége volt, továbbá Kalifás, mely talán a török idők emlékét tartja fenn, s Czivános és Harraszeg nevű dűlői is némi történeti jelentőségre látszanak utalni. Ősi birtokosai a Czoborok voltak, kiket a Jeszenák, a Batthyány és a Zichy családok követték; ma meg Hohenlohe herczegnek van itt nagyobb birtoka. Ősi temploma a mai kis kápolna, mely a község közepén áll. 1692-ben újabb templomot építettek, mely azonban a örök világban elpusztult. Mai temploma 1878-ban épült. 1708-ban a község négy ízben leégett. Hajdan a jezsuitáknak is volt itt házuk. Ide tartoznak Csernepole erdészlak, Hohenlohe vadászlak, Hohenlohe major, Tauber csárda, Uszihelne téglagyár és Czigánytelep. A községnek van saját vasúti állomása, de postája és távírója Morvaszentjános."
A trianoni békeszerződésig Pozsony vármegye Malackai járásához tartozott.

## Népessége
| Év:            | 1994. | 2004.   | 2014.   | 2024.   |
| -------------- | ----- | ------- | ------- | ------- |
| Emberek száma: | 1578  | 1633    | 1738    | 1724    |
| Eltérés:       |       | +3,48 % | +6,42 % | -0,80 % |

| Év:            | 2023. | 2024.   |
| -------------- | ----- | ------- |
| Emberek száma: | 1732  | 1724    |
| Eltérés:       |       | -0,46 % |

1910-ben 1518, túlnyomórészt szlovák lakosa volt.
2001-ben 1618 lakosából 1591 szlovák volt.
2011-ben 1700 lakosából 1572 szlovák.

## Nevezetességei

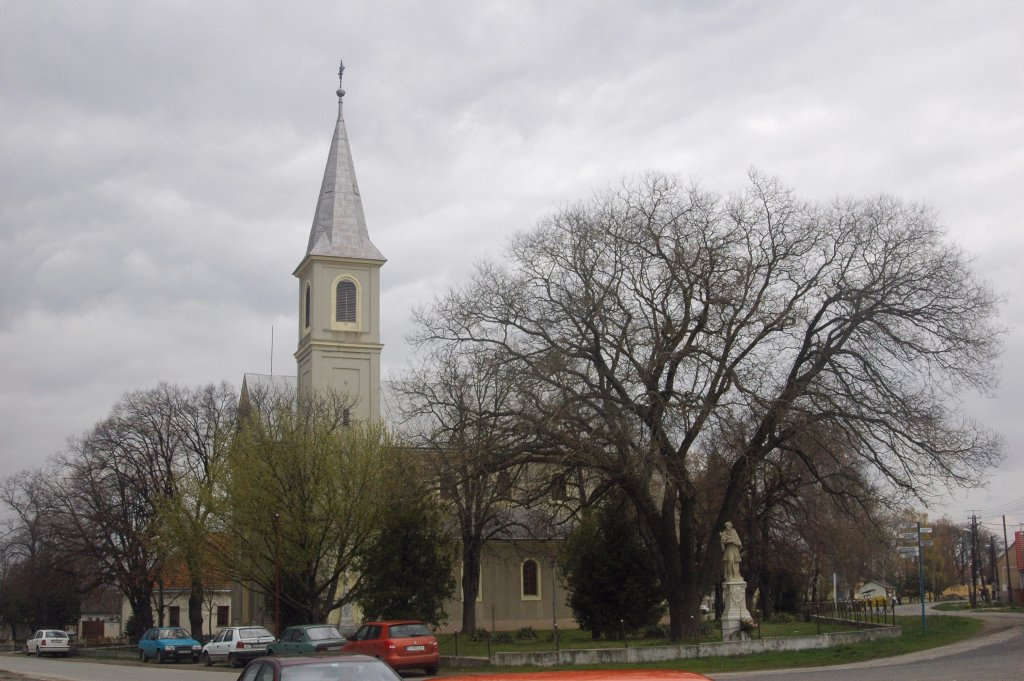
A templom

- Nagyboldogasszony tiszteletére szentelt római katolikus temploma 1878-ban épült a korábbi, 17. századi templom helyén.
- Két kápolnája a Hétfájdalmú Szűzanya tiszteletére szentelve.
- A falu kézművesudvaráról is híres, minden év júniusában kézművesvásárokat rendeznek.
- Sekulánek nevű népi együttese.

## Külső hivatkozások
- Hivatalos oldal
- Községinfó
- Székelyfalva Szlovákia térképén
- E-obce.sk Archiválva 2008. szeptember 20-i dátummal a Wayback Machine-ben
- Travelatlas.sk
- A község a régió honlapján[halott link]
- Útiinformációk 2008